# داکان
داکان، روستایی از توابع بخش خرمدشت شهرستان تاکستان در استان قزوین ایران است. 

## جمعیت
این روستا در دهستان رامندشمالی قرار دارد و براساس سرشماری مرکز آمار ایران در سال ۱۳۸۵، جمعیت آن ۹۸۵ نفر (۲۷۴خانوار) بوده‌است.مردم این روستا به زبان ترکی صحبت می‌کنند و مذهب آن‌ها شیعه می‌باشد .